# José Ángel de la Casa
José Ángel de la Casa Tofiño (Los Cerralbos, Toledo; 1 de diciembre de 1950-Majadahonda, Madrid; 5 de mayo de 2025) fue un periodista deportivo español.

## Trayectoria profesional
Tras licenciarse en Ciencias de la Información en Periodismo en la Facultad de Ciencias de la Información (Universidad Complutense de Madrid), ingresó en 1973 en Radio Nacional de España y desde octubre de ese mismo año, comenzó ya a trabajar en el área de Deportes de Radio Peninsular.  
En enero de 1974 se incorpora a la sección de deportes de RNE y durante los siguientes años trabaja en programas como Radiogaceta de los deportes y Diarios hablados, hasta que en diciembre de 1976 ingresa en TVE, colaborando como reportero en los espacios Polideportivo (hasta 1981), Tiempo y marca (1981-1983) y Estudio estadio, que presentaría en solitario entre 1988 y 1990 y que luego dirigiría entre 1994 y 1996.
El 14 de noviembre de 1979 debutó en la retransmisión en directo de partidos de la Selección de fútbol de España con el España-Dinamarca, tomando el testigo de Matías Prats Cañete, José Félix Pons, Juan Antonio Fernández Abajo o Juan José Castillo, narrando más de 200 partidos durante 27 años, entre ellos el histórico España-Malta del 21 de diciembre de 1983. A lo largo de su carrera retransmitió siete Juegos Olímpicos (de 1980 a 2004) y seis Copas Mundiales de Fútbol (de 1978 a 1998) y siete Eurocopas (de 1980 a 2004), entre otros eventos deportivos. Al mismo tiempo, fue director de Producción de Programas Deportivos de TVE entre mayo de 1996 y enero de 2005 y de nuevo entre junio de 2006 y abril de 2007, momento de su jubilación.
De la Casa trabajó junto a numerosos comentaristas a lo largo de su dilatada carrera, pero de entre todos ellos, la pareja que formaba con el exjugador internacional del Real Madrid, Míchel González, ha sido de las más longevas de la televisión pública. La pareja de comentaristas de TVE permaneció en antena durante 11 años, desde 1994 (con el Mundial USA'94) hasta 2005, incluyendo partidos de la selección, Eurocopas, Copas Mundiales de Fútbol y partidos de la Liga de Campeones de la UEFA. Además, reconoce que ha sido el mejor comentarista con el que ha trabajado como profesional.El 28 de marzo de 2007 se jubila anticipadamente como consecuencia del ERE en TVE, después de narrar (junto a otro exjugador, Julen Guerrero) el encuentro entre España e Islandia, clasificatorio para la Eurocopa 2008 en Austria y Suiza.
Cuando finaliza el periodo de incompatibilidad del ERE, narró los partidos de la Liga de Campeones de la UEFA en CMM TV, la cadena de su tierra, y fue colaborador en La 7 y en la emisora esRadio.
En julio de 2009 firmó un contrato como asesor técnico del UCAM Murcia Club de Baloncesto, tras confirmarse la llegada a la presidencia al club de José Ramón Carabante.
En 2014 hizo público que padecía la enfermedad de Parkinson desde 2004, desarrollando una carrera activista en la lucha contra dicha enfermedad, que ya había padecido su padre.].
Murió el 5 de mayo de 2025 a causa de una neumonía en el Hospital Universitario Puerta de Hierro de Majadahonda (Madrid).

## Política
Hizo una incursión en política como teniente de alcalde de Los Cerralbos (Toledo) hasta 2019y como concejal desde esa fecha y hasta 2023 por el PSOE.

## Vida personal
Desde su jubilación y hasta que su enfermedad avanzó, residió en su municipio de origen, Los Cerralbos (Toledo). 
Tenía dos hijos de su matrimonio con Mari Carmen del Río, Juan Manuel (1979), que es narrador de partidos internacionales y de Segunda División en Movistar Plus+ y Javier (1988), redactor del gabinete de prensa del Real Madrid Femenino.

## Premios
- 1998: Premio Ondas Nacional de Televisión de Prisa a la Mejor Labor Profesional.[25]
- 2006: Medalla de Plata de la Real Orden del Mérito Deportivo.
- 2009: Premio a Toda una Vida de la Academia de Televisión y de las Ciencias y Artes del Audiovisual de España.
- 2018: Medalla de Oro de Castilla-La Mancha de la Junta de Comunidades de Castilla-La Mancha.[26]